# Sebastian Heinzel

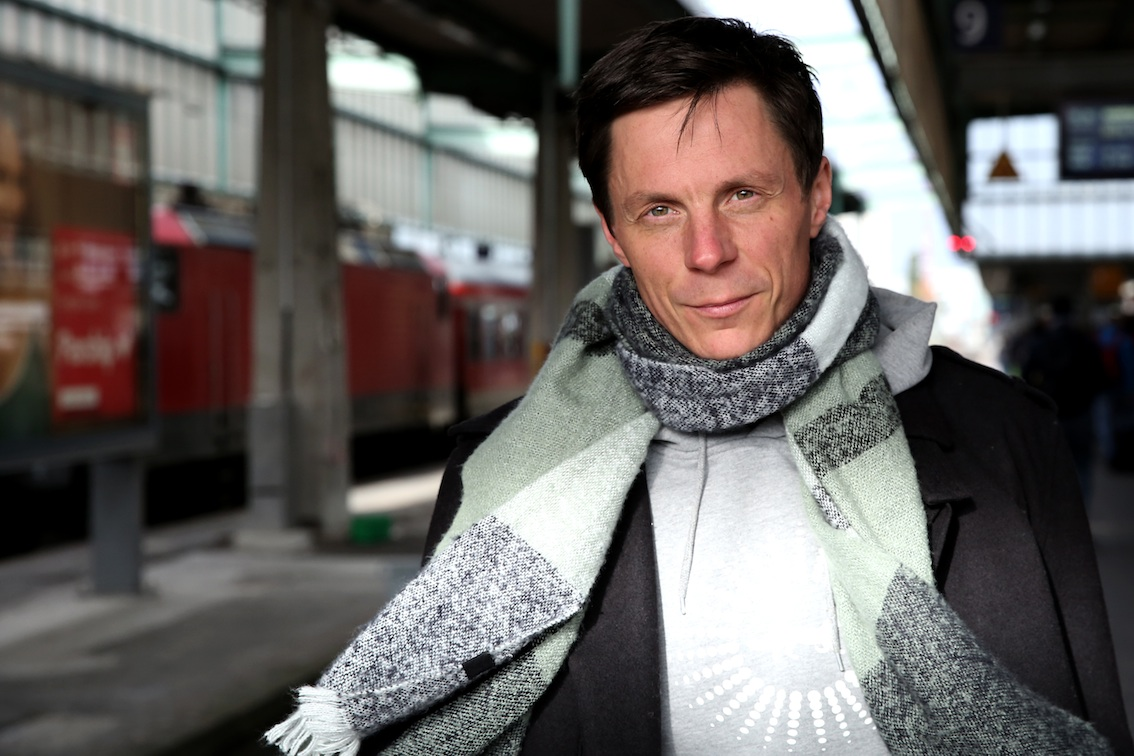
Sebastian Heinzel (2016)

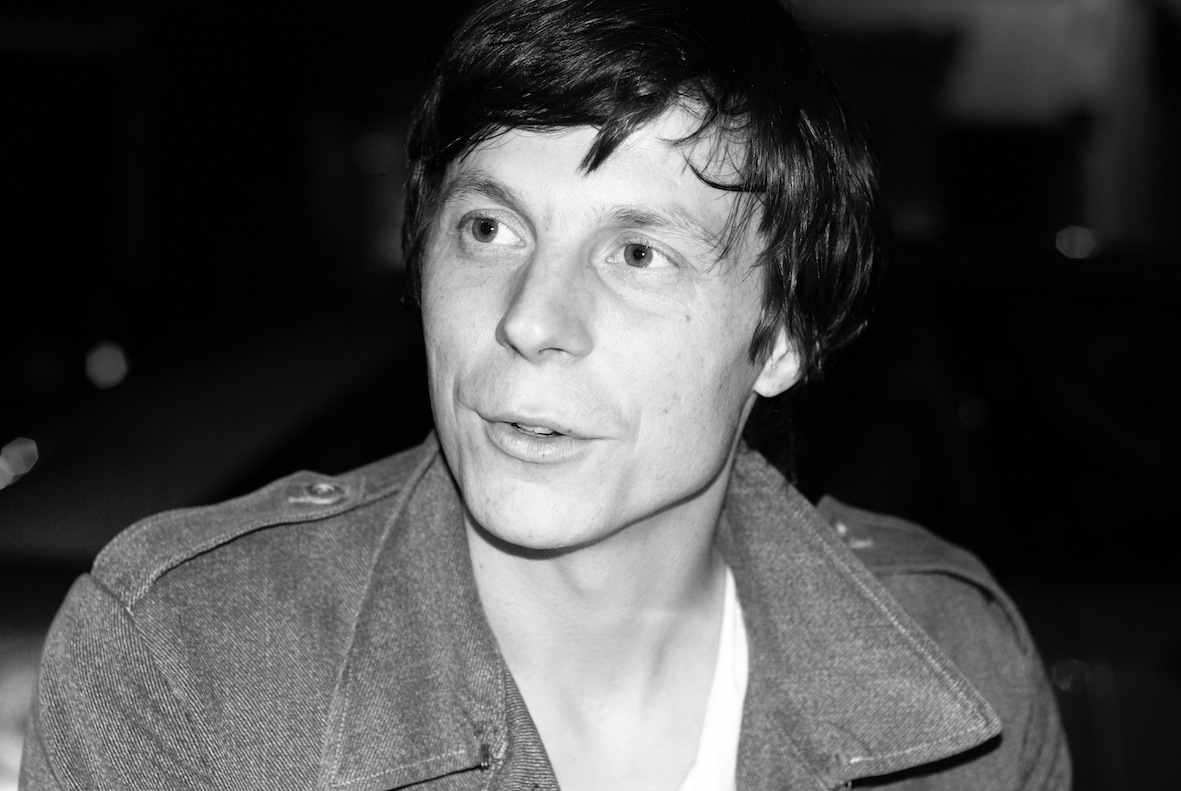
Sebastian Heinzel

Sebastian Heinzel (* 1979 in Kassel) ist ein deutscher Filmemacher. Er arbeitet als Filmregisseur, Filmproduzent, Kameramann und Filmeditor.

## Leben und Karriere
Sebastian Heinzel startete seine Karriere als Journalist für Tageszeitungen und beim Musikfernsehen. Bereits vor seinem Regiestudium an der Filmakademie Baden-Württemberg realisierte er die beiden Kinodokumentarfilme b24 - 24 Stunden Berlin und 89 Millimeter die international vielfach ausgezeichnet wurden und eine Kinoauswertung in Deutschland und Österreich erfuhren. Sein preisgekrönter Kurzfilm Samagon wurde auf über 40 Filmfestivals weltweit eingeladen und von internationalen Fernsehsendern angekauft. Sebastian Heinzel ist zudem Initiator der überregionalen Kinoreihe „Filmwelten“ und leitet regelmäßig Film-Workshops und Seminare. Im Jahr 2010 gründete er seine eigene Produktionsfirma Heinzelfilm. Sein jüngster Kinodokumentarfilm Der Krieg in mir feierte am 10. Mai 2019 Premiere auf dem 34. Internationalen Dokumentarfilmfestival München 2019. Seit Mai 2021 ist er in der ZDF Mediathek abrufbar.

## Filmografie (Auswahl)
- 2003: b24 - 24 Stunden Berlin (Kinodokumentarfilm; Regisseur, Produzent, Kameramann)
- 2004: Samagon (Selbstgebrannter) (Kurzfilm; Regisseur)
- 2005: 89 Millimeter (Kinodokumentarfilm; Regisseur)
- 2006: Verbündungshaus Fforst (Kurzfilm; Regisseur), Derya (Dokumentarfilm; Regisseur)
- 2008: Lost Paradise (Dokumentarfilm; Regisseur)
- 2010: Der Wald in uns (Doku-Fiction; Regisseur)
- 2012: Das Licht der Welt (Dokumentarfilm; Co-Regisseur, Kameramann, Editor)
- 2014: Die Deutschen sind zurück (Dokumentarfilm; Regisseur, Produzent, Kameramann, Editor)
- 2014: Carmina – Es lebe der Unterschied! (Kinodokumentarfilm; Regisseur, Produzent, Kameramann, Editor)
- 2019: Der Krieg in mir (Kinodokumentarfilm; Regisseur, Produzent)[1]

## Filmpreise (Auswahl)
- b24- 24 Stunden Berlin (2003)

- Publikumspreis, ACHTUNG BERLIN! FESTIVAL 2005

- Samagon (2004)

- Hauptpreis, Bester Kurzfilm, DOCLISBOA, Lissabon 2005
- Bester Dokumentarfilm INTERFILM FESTIVAL Berlin 2004
- Prädikat Wertvoll, FBW, 2004
- Lobende Erwähnung, FESTIVAL TOUT-COURTS, Aix-en-Provence, 2005

- 89 Millimeter (2005)

- Prädikat Wertvoll, FBW 2005
- «Bester Schnitt», SEHSÜCHTE Festival, Babelsberg 2005
- Preis für «Beste Kamera», DOKUFEST, Prizren, Albanien 2005
- SONDERPREIS der Landeszentrale für Politische Bildung Rheinland-Pfalz 2005

- Derya (2006)

- Prädikat Wertvoll, Kurzfilm des Monats, November 2006

- Verbündungshaus Fforst (2006)

- 1. Preis beim ARTE-Kurzfilmwettbewerb «Deutschland-Polen: Gebrauchsanweisung»

- Lost Paradise (2008)

- Grenzgänger-Stipendium der Robert Bosch Stiftung

- Carmina - Es lebe der Unterschied! (2014)

- Diversity Award, Festival Assim Vivemos, Rio de Janeiro, 2015